# Mary Dillwyn
Pour les articles homonymes, voir Dillwyn (homonymie).
Mary Dillwyn (1816-1906) est l'une des premières femmes photographes amatrices du pays de Galles. 
Elle a principalement photographié des fleurs, des animaux, sa famille et ses amis dans les années 1840 et 1850.

## Biographie
Mary Dillwyn est la sœur cadette du photographe John Dillwyn Llewelyn (1810-1882), qui a développé de nouvelles techniques photographiques, et Lewis Llewelyn Dillwyn, le père de la romancière Amy Dillwyn (en). La plupart des photographies prises par Dillwyn sont de petits calotypes datant des années 1840 et 1850, faisant d'elle la première femme photographe au pays de Galles. Ses images sont plus spontanées et plus naturelles que celles d'autres photographes de la période. Son intérêt pour la photographie semble avoir pris fin en 1857, quand elle a épousé le révérend Montague Earle Welby,. Mary est morte à Arthog, dans le Merionethshire, en décembre 1906.

## Photos
Les photographies prises par Dillwyn ont été conservées dans des albums, acquis par la Bibliothèque nationale du pays de Galles. Un album contenant 42 impressions au sel et 1 épreuve sur papier albuminé, mesurant 11,1 × 8,8 cm, a été acheté par la bibliothèque en 2002. Il contient des vues de la maison de Dillwyn Llewelyn à Penllergaer, des portraits de la famille et d'amis et les études de fleurs et d'oiseaux. Une de ses images est réputée être la première photographie d'un sourire. Elle a réussi à capturer l'expression fugace de son petit neveu, William Mansel Llewelyn, pendant qu'il fixait intensément quelque chose hors caméra. La photo est typique de l'approche informelle de Dillwyn. Un deuxième album, l'Album Llysdinam (vers 1853), mesurant 12 × 9,7 cm, contient 72 impressions au sel à partir des calotypes. Les photos sont celles de fleurs, de poupées, d'oiseaux et d'animaux de compagnie ainsi que la famille et les amis. Il a été acquis par la Bibliothèque Nationale du pays de Galles en 2007.
Elle est également créditée de la prise de la première photo connue d'un bonhomme de neige.

## Galerie

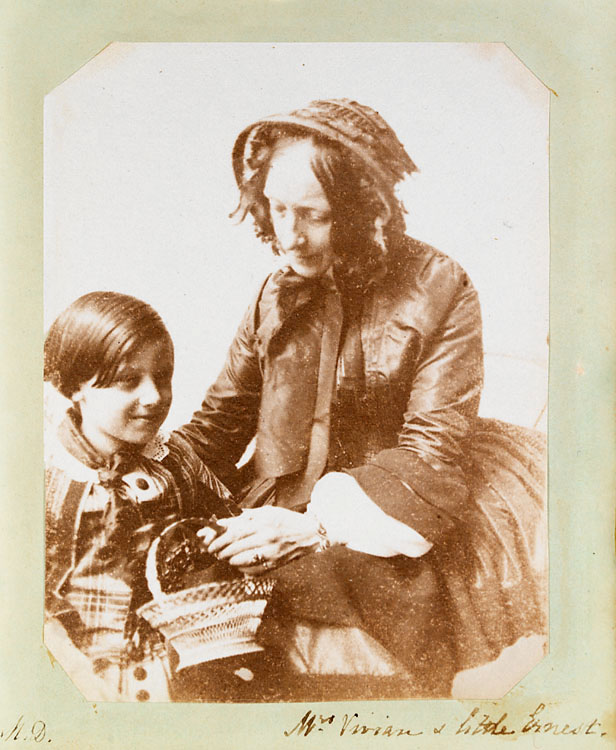
Mrs Vivian and little Ernest
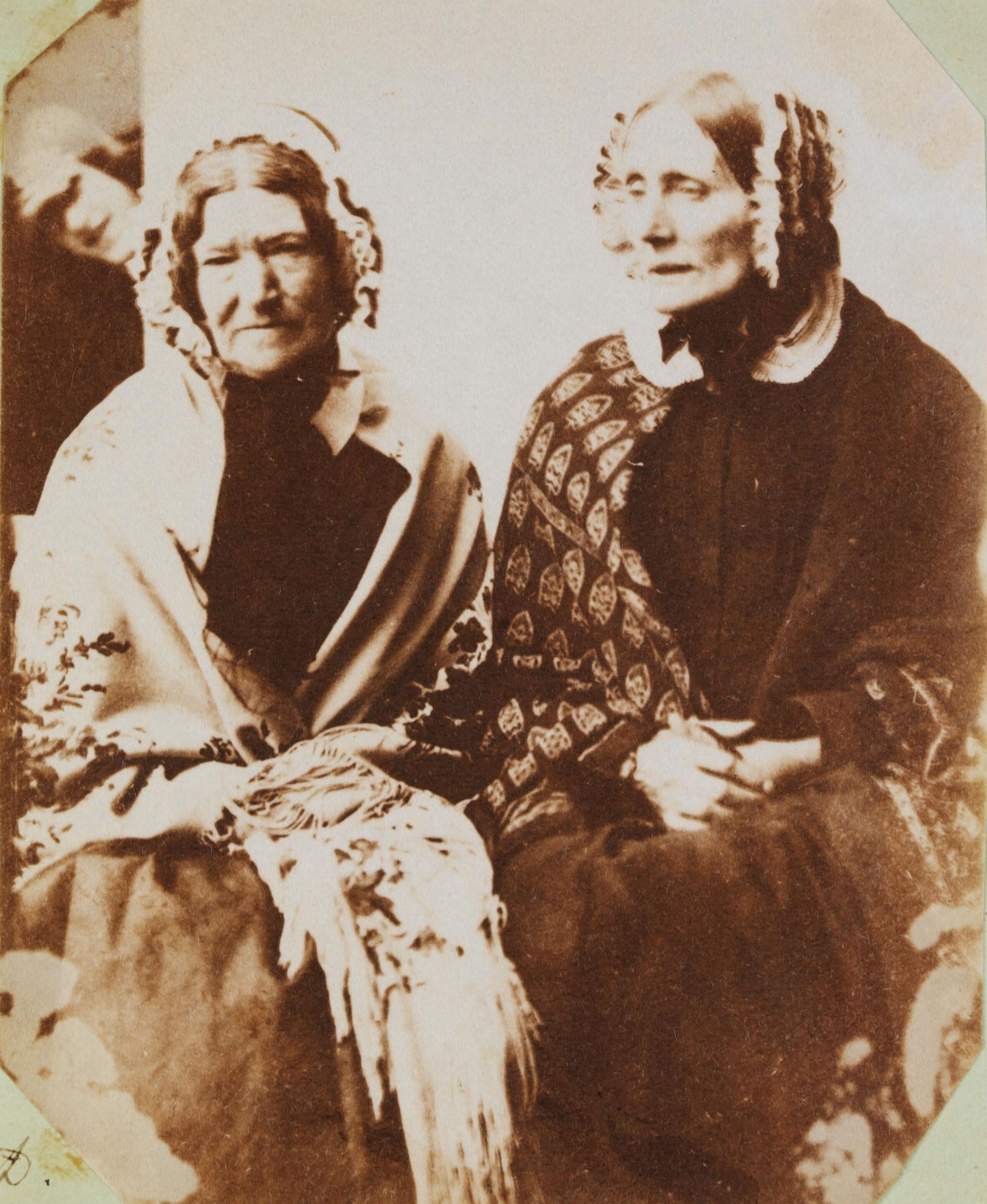
Sally and Mrs Reed
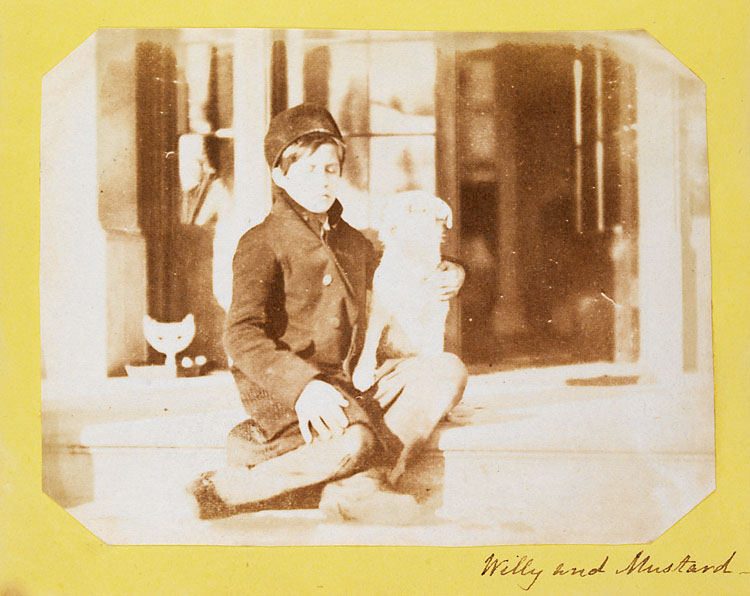
Willy and Mustard
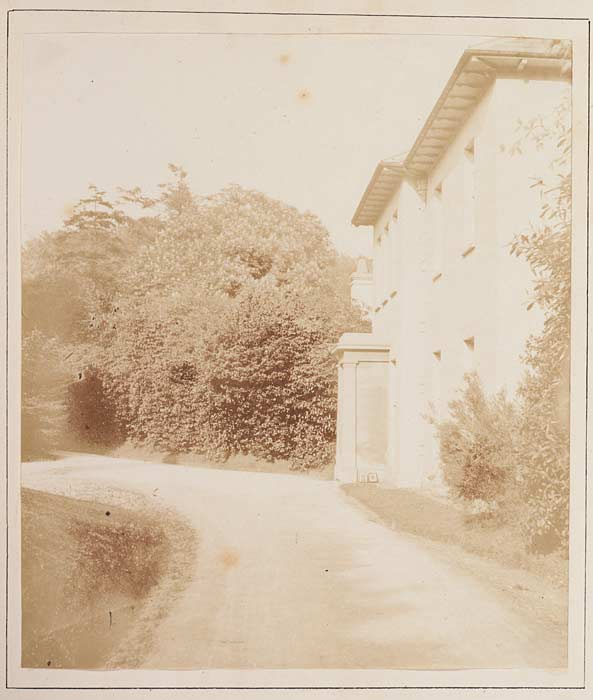
Sketty Hall
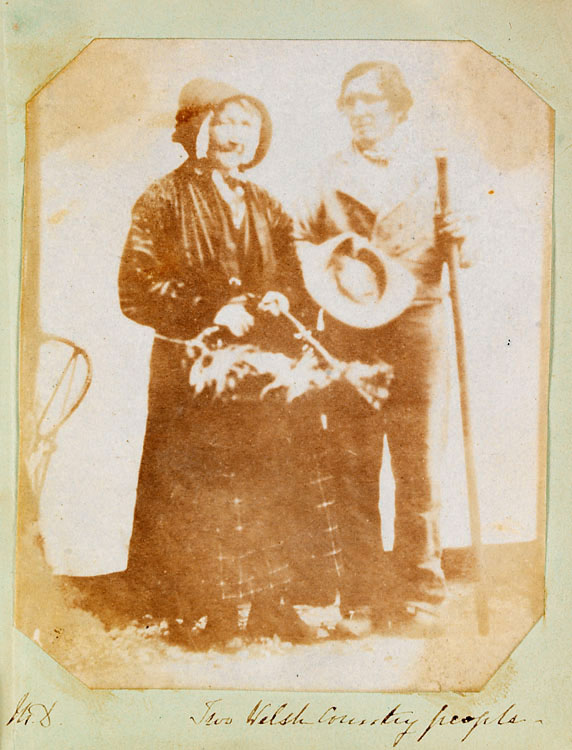
Two Welsh country people
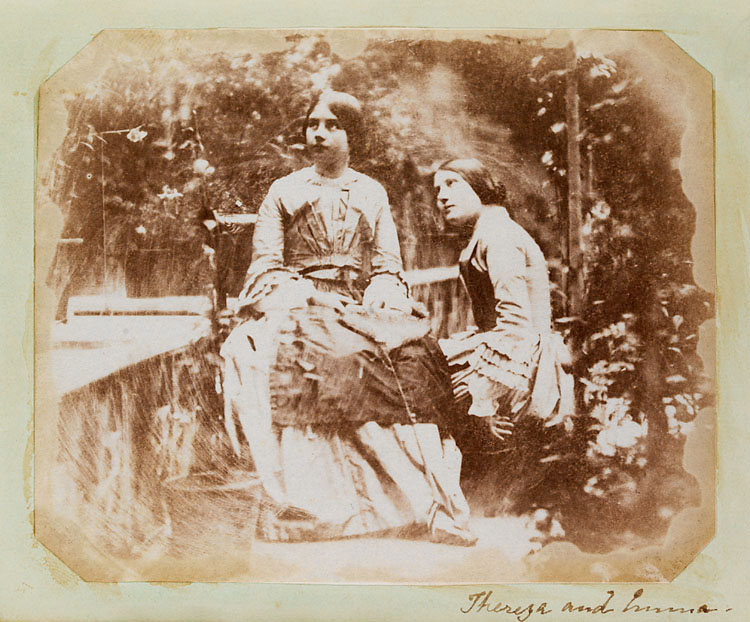
Thereza and Emma
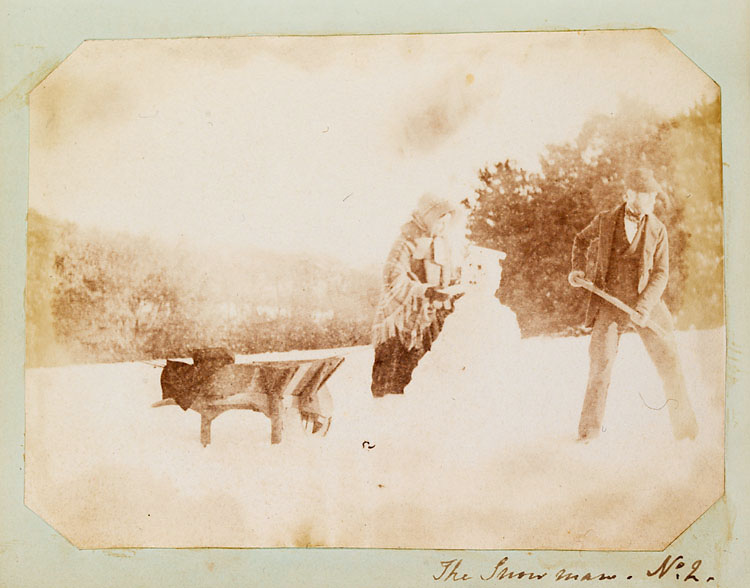
The Snowman No. 2
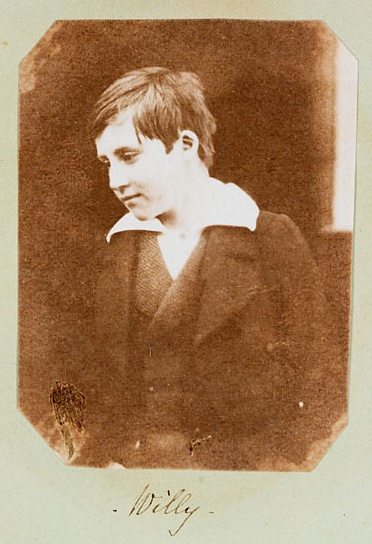
'Willy' souriant, 1853
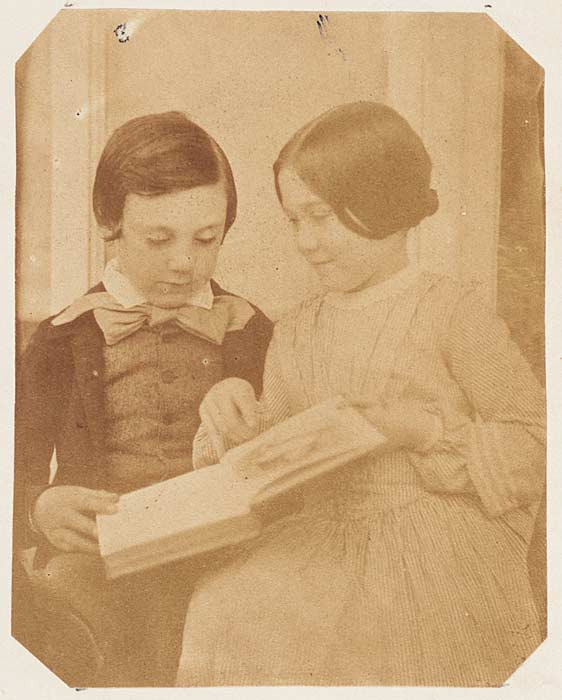
Amy Dillwyn et son frère Harry.